# Czaszyn (przystanek kolejowy)
Czaszyn – przystanek kolejowy w Czaszynie, w Polsce. Obsługiwany przez PKP Polskie Linie Kolejowe. Wykorzystywany w ruchu towarowym i osobowym spółki PKP Cargo i Przewozy Regionalne.

## Ruch pasażerski
| Rok  | Wymiana pasażerska na dobę |
| ---- | -------------------------- |
| 2017 | 0-9                        |
| 2022 | 0-9                        |

## Opis

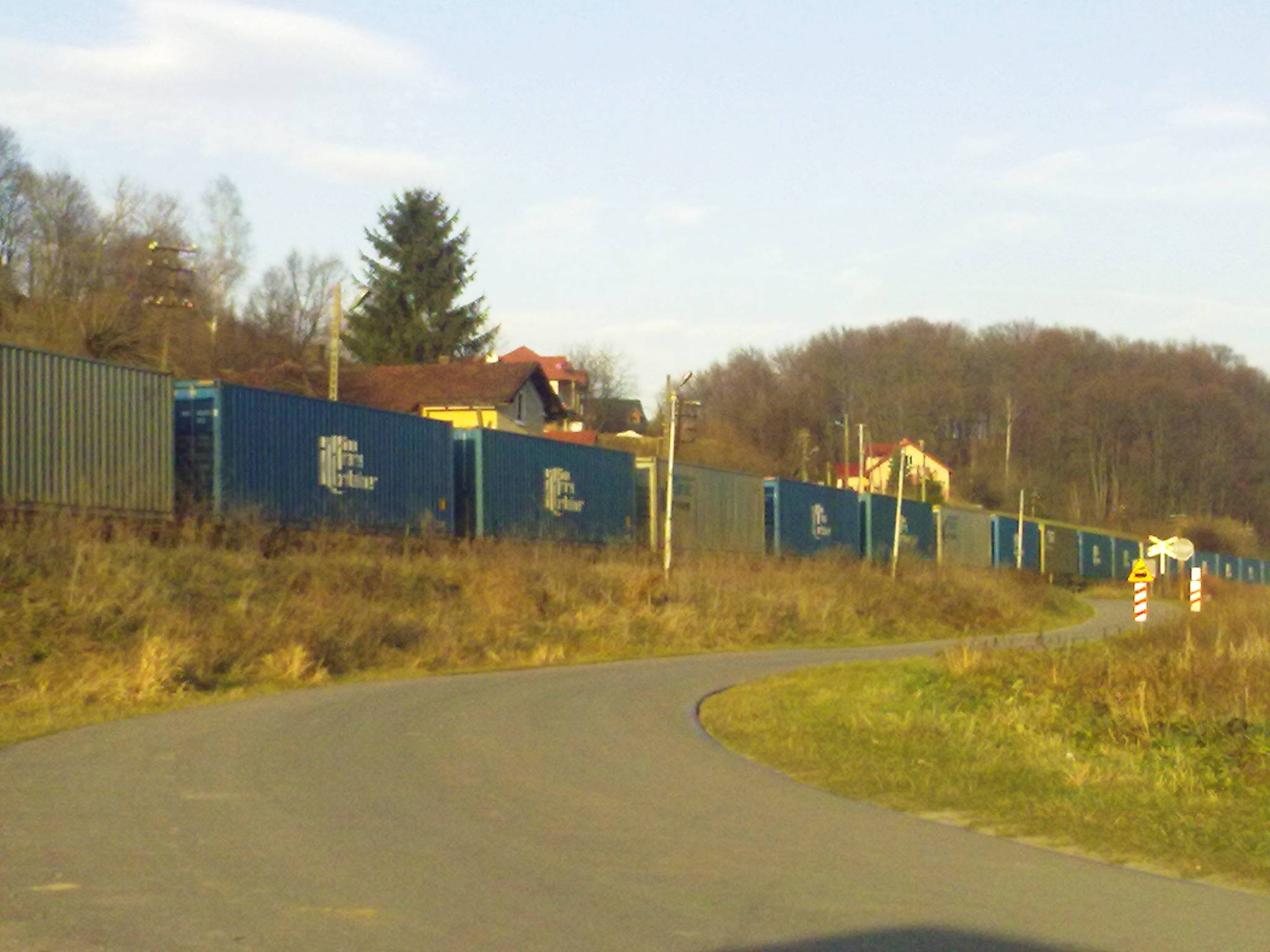
Skład towarowy na Słowację przejeżdżający przez przystanek Czaszyn

Linia kolejowa Łupków - Nowy Zagórz, która przechodzi przez Czaszyn została oddana do użytku 12 listopada 1872 roku. Prace przy budowie tunelu w Łupkowie zostały zakończone 30 maja 1874 i od tego momentu tą linią kolejową można było podróżować z Budapesztu przez Słowację i Ukrainę do Przemyśla. Przystanek w Czaszynie posiada drugi tor (bocznicę) obecnie nieczynną. Jeszcze kilkanaście lat temu odbywała się tam „mijanka.” Kolej w tym rejonie była najważniejszym i najbardziej popularnym środkiem transportu. Stopniowo zaczęły ją wypierać samochody i autobusy. Obecnie przez Czaszyn jeżdżą tylko składy towarowe na Słowację a w wakacje również pociągi osobowe.